# ایستگاه تاچیکاوا
ایستگاه تاچیکاوا (به ژاپنی: 立川駅, Tachikawa-eki) ایستگاهی است که در منطقهٔ تاچیکاوا در توکیو در ژاپن واقع شده‌است. تاچیکاوا یک ایستگاه از ایستگاه‌های شرکت راه‌آهن شرق ژاپن یا شرکت راه‌آهن شرق ژاپن به‌شمار می‌آید.

## خط‌هایی که در ایستگاه تاچیکاوا توقف دارند
- شرکت راه‌آهن شرق ژاپن
  - خط چوئو
  - خط نانبو
  - خط اومه